# Nicolae Bud
Nicolae Bud (n. 4 decembrie 1953 în satul Dăneștii Chioarului) este un fost deputat român în legislaturile  1992-1996 și 1996-2000, ales în județul Maramureș pe listele partidului PUNR. În cadrul activității sale parlamentare în legislatura 1996-2000, Nicoale Bud a fost membru în grupurile parlamentare de prietenie cu Mongolia și Regatul Thailanda.  În legislatura 2008-2012, Nicolae Bud a fost ales pe listele PD-L. În cadrul activității sale parlamentare în legislatura 2008-2012,  Nicolae Bud a fost membru în grupurile parlamentare de prietenie cu Republica Arabă Siriană, Venezuela, Estonia și Kazahstan.